# Nissim Gerondi
Pour les articles homonymes, voir Nissim et Gerondi.
Rabbenou Nissim ben Reuben (né en 1310 et mort en 1376) de Gérone, Rabbenou Nissim, ou en abrégé, RaN,  fut un prestigieux talmudiste et légaliste, et l'une des dernières grandes figures du judaïsme ibérique.

## Biographie
Né à Barcelone, on ignore qui furent ses maîtres au juste. Il se réfère parfois à "Morenou" Rav Perez (Notre enseignant Rav Pérez), mais on pense qu'il reçut l'enseignement de son père, Reuben ben Nissim, dont il cite une opinion dans son commentaire sur le Rif[pas clair]. 
Médecin et astronome réputé, il fut le plus grand légaliste de son temps, incomparable parmi ses contemporains (Rivash, Responsa 375), hautement réputé, même parmi les non-Juifs (Rivash, Responsa 447) et fut sollicité par des Juifs de toute la Diaspora (France, Italie, Afrique,...) , et même de Palestine. Il reçut en effet plus de 1000 questions, dont seules 77 ont été conservées. Elles montrent une approche rationaliste dans l'approche de la Halakha. Contrairement à son prédécesseur, le Ramban, Rabbenou Nissim n'eut jamais d'affinité pour le mysticisme", et déplora même que Nahmanide y consacre tant de temps (Rivash, Responsa, No. 167).

 Il eut deux fils, Hisdaï et Reuben (Rivash, Responsa 388). Son disciple le plus proche, et le plus connu, fut Isaac ben Chechet, dit le RIVaSH. C'est par le Rivash que nous connaissons la plupart des détails biographiques sur son maître, lesquels sont parsemés dans ses responsa. 
Homme intègre et engagé, il fit partie des rédacteurs et signataires d'un traité demandant au roi d'Aragon et comte de Barcelone sa protection, et de la délégation qui parut devant lui (O. H. Schorr, dans "He-haluh," 1852, i. 22 et suiv.). Son caractère lui valut aussi de solides inimitiés avec les puissants, y compris parmi ses coreligionnaires, d'aucun n'hésitant pas à le calomnier devant le gouvernement (Rivash, Responsa, Nos. 377, 447). 

Son indépendance d'esprit se marqua aussi vis-à-vis de ses prédécesseurs (Rachi, Rabbenou Tam, Rambam, Ramban dont il n'hésitait pas à se démarquer dans ses commentaires. Cependant, Bien qu'il les réfutât souvent dans ses analyses, il s'alignait finalement sur leur avis dans ses décisions pratiques.

## Œuvres
La plus connue est sans conteste le commentaire des Hilkhot du RIF qui constituait à l'époque la référence en matière de décision juridique. Le RaN en commenta une grande partie mais non la totalité, bien qu'elle lui soit attribuée. Il développe en détail le sujet lorsqu'il est important d'un point de vue pratique, mais très laconique sur ses aspects théoriques. 
Son commentaire est édité en marge des éditions classiques du Talmud, inséparable de celui du Rif.
Le RaN rédigea également un commentaire sur le Talmud, également orienté vers la pratique plutôt que la théorie. Seuls des fragments ont été imprimés, le reste existe sous forme manuscrite ou a été perdu.
Il rédigea également un ouvrage à teneur plus philosophique, contenant 12 homélies ("Drashot"), montrant une grande connaissance de Maïmonide et Ibn Ezra.